# المندوب السامي للبوسنة والهرسك
تم تأسيس منصب المندوب السامي للبوسنة والهرسك ومكتب المندوب السامي للبوسنة والهرسك في العام 1995 مباشرة بعد توقيع اتفاقية دايتون التي أنهت حرب البوسنة والهرسك التي استمرت من العام 1992 حتى العام 1995. الهدف من المندوب السامي ومكتب المندوب السامي هو مراقبة التطبيق المدني لاتفاقية دايتون. كما يمثلان الدول الموقعة على اتفاقية دايتون في مجلس تطبيق السلام.
حتى الآن، جميع المندوبون الساميون كانوا من دول الاتحاد الأوروبي، بينما نوابهم الرئيسيين كانو من الولايات المتحدة. النائب الرئيسي للمندوب السامي هو المشرف الدولي على برتشكو ويمثل المجتمع الدولي في مقاطعة برتشكو.

## الاندماج ضمن الاتحاد الأوروبي
بين عامي 2002 و 2011، عمل الممثل السامي أيضًا كممثل خاص للاتحاد الأوروبي في البوسنة والهرسك.
في عهد كريستيان شوارز شيلينغ بدا أن مكتب الممثل السامي يخفف من حدة غزوها، وذلك بفضل ضغوط مجلس أوروبا والمشاركة المتزايدة للاتحاد الأوروبي. انخفض عدد المبادرات التشريعية لمكتب الممثل السامي وعدد المسؤولين المفصولين.
في 27 فبراير 2008، قررت لجنة تنفيذ السلام إنهاء تفويض الممثل السامي في 30 يونيو 2008. قرار الاتحاد الأوروبي بإغلاق مكتب الممثل السامي بحلول يونيو 2007 بشكل غير متوقع أثار خيبة الأمل والقلق لدى السكان البوسنيين والمنظمات غير الحكومية والسياسيين. ومع ذلك منذ مراجعة الموافقة المسبقة عن مجلس تنفيذ السلام في فبراير 2008، تقرر تمديد هذا التفويض إلى أجل غير مسمى حتى يتم الوفاء بمجموعة من المعايير الإيجابية.
تم إيقاف «المهام المزدوجة» بين الممثل الخاص للاتحاد الأوروبي و OHR في عام 2011، عندما تم دمج منصب ممثل الاتحاد الأوروبي بين EUSR ورئيس وفد الاتحاد الأوروبي.

## الأساس القانوني في اتفاقيات دايتون
أنشأت اتفاقية دايتون الأساس القانوني لمكتب الممثل السامي. وينص الملحق 10 على إنشاء مكتب الممثل السامي (OHR) في البوسنة والهرسك للإشراف على التنفيذ المدني للاتفاق، ويمثل البلدان المشاركة في اتفاقيات دايتون من خلال مجلس تنفيذ السلام.

## قائمة المندوبون الساميون
| # | صاحب المنصب | صاحب المنصب           | العمر | فترة تولي المنصب             | فترة تولي المنصب             | الدولة          |
| - | ----------- | --------------------- | ----- | ---------------------------- | ---------------------------- | --------------- |
| 1 |             | كارل بيلت             | 1949– | 14 كانون الأول / ديسمبر 1995 | 17 حزيران / يونيو 1997       | السويد          |
| 2 |             | كارلوس وستندورب       | 1937– | 18 حزيران / يونيو 1997       | 17 آب / أغسطس 1999           | إسبانيا         |
| 3 |             | ولفغانغ بتريتش        | 1947– | 18 آب / أغسطس 1999           | 26 أيار / مايو 2002          | النمسا          |
| 4 |             | بادي أشدون            | 1941– | 27 أيار / مايو 2002          | 31 كانون الثاني / يناير 2006 | المملكة المتحدة |
| 5 |             | كريستيان شوارز شيلينغ | 1930– | 1 شباط / فبراير 2006         | 30 حزيران / يونيو 2007       | ألمانيا         |
| 6 |             | ميروسلاف لايتشاك      | 1963– | 1 تموز / يوليو 2007          | 28 شباط / فبراير 2009        | سلوفاكيا        |
| 7 |             | فالنتين انزكو         | 1949– | 1 آذار / مارس 2009           | 31 تموز / يوليو 2021         | النمسا          |
| 8 |             | كريستيان شميدت        | 1957– | 1 آب / أغسطس 2021            | حاليا                        | ألمانيا         |